# Rhipidia (Rhipidia) demarcata
Rhipidia (Rhipidia) demarcata is een tweevleugelige uit de familie steltmuggen (Limoniidae). De soort komt voor in het Oriëntaals gebied.